# Geron delicatus
Geron delicatus är en tvåvingeart som beskrevs av Hesse 1938. Geron delicatus ingår i släktet Geron och familjen svävflugor. Inga underarter finns listade i Catalogue of Life.